# Marke (Courtrai)
Marke è una sezione della città belga di Courtrai situata nelle Fiandre nella provincia delle Fiandre occidentali. Fino al 1977 è stato un comune a pieno titolo.

## Geografia
La località, con circa 8.000 abitanti, si trova lungo il Lys, appena ad ovest della città di Courtrai, fuori dalla R8, ma circondata dall'agglomerato di Courtrai.
Marke confina con le seguenti località: Bissegem, Courtrai (sezione di comune), Rollegem, Aalbeke, Lauwe e Wevelgem (sezione di comune).
Marke è separata da Bissegem e Wevelgem dal Lys.
La E403 e la E17 attraversano il villaggio, così come la linea ferroviaria Lille-Courtrai.

## Storia
Alla fine degli anni '70, fu disattivata la stazione e Marke si fuse con Courtai.

## Monumenti e luoghi d'interesse
La chiesa di Saint-Brice (Sint-Brixiuskerk in olandese) in stile neogotico risale al 1900/1901.

## Quartieri
| - Rodenburg - Bachten de Route - Wijk ten Nieuwenhove - Populierenhof - 't Steenen Ende | - Ter Doenaert - De Klokke - Klarenhoek - de Pauvre Leute - d'Yzerpoorte. |